# April 2002
Portal Geschichte | Portal Biografien | Aktuelle Ereignisse | Jahreskalender | Tagesartikel

◄ |
20. Jahrhundert |
21. Jahrhundert

◄ |
1970er |
1980er |
1990er |
2000er
| 2010er | 2020er | 2030er | ►

◄ |
1998 |
1999 |
2000 |
2001 |
2002
| 2003 | 2004 | 2005 | 2006 | ►

◄ |
Januar 2002 |
Februar 2002 |
März 2002 |
April 2002 |
Mai 2002 |
Juni 2002 |
Juli 2002 |
►
Dieser Artikel behandelt tagesbezogene Nachrichten und Ereignisse im April 2002.

## Tagesgeschehen

### Montag, 1. April 2002
- Bratunac/Bosnien und Herzegowina: Der gesuchte serbische Kriegsverbrecher Momir Nikolić wurde von der SFOR festgenommen.[1]

### Dienstag, 2. April 2002
- Betlehem/Palästinensische Autonomiegebiete: Die Israelischen Streitkräfte belagern während der Operation Schutzschild die Geburtskirche, in der sich bewaffnete Palästinenser verschanzt halten. Wie von den Palästinensern mutmaßlich kalkuliert, geben die Israelis auf die Kirche keine Schüsse ab. In dieser harren auch einige christliche Geistliche aus.[2]

### Donnerstag, 4. April 2002
- Luena/Angola: Mit der Unterzeichnung eines Waffenstillstands zwischen der angolanischen Regierung und Vertretern der militanten UNITA endet nach 41 Jahren der Bürgerkrieg in Angola. Schätzungsweise 500.000 Menschen verloren in dem Konflikt ihr Leben.[3]

### Samstag, 6. April 2002
- Füssen/Deutschland: Der Meteorit Neuschwanstein erreicht die Erde. Zahlreiche Sichtungen werden gemeldet und nach intensiver Suche wurden mehrere Bruchstücke gefunden.[4]
- Jerusalem/Israel: Ministerpräsident Ariel Sharon empfängt den Präsidenten der Vereinigten Staaten George W. Bush und entgegnet auf dessen Drängen, die israelische Militäroperation gegen die Palästinensischen Autonomiegebiete zu beenden, dass die Suche nach Waffen und Terroristen sehr schwierig sei.[5]
- Lissabon/Portugal: José Manuel Barroso von der konservativen Sozialdemokratischen Partei wird nach gewonnener Wahl zum Ministerpräsidenten ernannt.[6]

### Montag, 8. April 2002
- Cape Canaveral/Vereinigte Staaten: Der 25. Start des Space Shuttle Atlantis hebt vom Kennedy Space Center zum Flug STS-110 zur Internationale Raumstation ab.[7]
- Maschhad/Iran: Der zum Tode verurteilte iranische Serienmörder Saeed Hanaei wird gehenkt.

### Mittwoch, 10. April 2002
- Karlsruhe/Deutschland: Die Präsidentin des Bundesverfassungsgerichts Jutta Limbach tritt in den Ruhestand. Ihre Nachfolge übernimmt Hans-Jürgen Papier.[8]

### Donnerstag, 11. April 2002
- Er-Riadh/Tunesien: Auf der Insel Djerba verüben islamistische Terroristen mit einem Lkw, auf den sie 5.000 l Flüssiggas luden, einen Anschlag auf die el-Ghriba-Synagoge. Die Explosion tötet 19 Touristen, 14 davon stammen aus Deutschland. Obwohl die tunesische Regierung von einem Unfall spricht, gehen Augenzeugen, Medien und Experten von einem Anschlag auf den jüdischen Sakralbau aus.[9][10]
- New York/Vereinigte Staaten: Zehn Länder hinterlegen bei den Vereinten Nationen ihre Ratifizierung des Römischen Statuts des Internationalen Strafgerichtshofs. Mit nun 66 Unterstützerländern ist das Quorum von 60 Staaten zur Einrichtung der Institution erfüllt und diese kann voraussichtlich im Juli 2002 die Arbeit aufnehmen.

### Freitag, 12. April 2002
- Afghanistan: Bei einem Erdbeben der Stärke 5,9 Mw im Hindukusch sterben 50 Menschen.
- Caracas/Venezuela: Nach einem Putsch wird der Präsident Hugo Chávez auf eine Militärbasis gebracht. Der zum Übergangspräsidenten ernannte Chef des Unternehmerverbandes „Fedecámaras“ Pedro Carmona setzt die Verfassung außer Kraft und lässt das Parlament und den Obersten Gerichtshof auflösen.

### Samstag, 13. April 2002
- Caracas/Venezuela: Nach 36 Stunden wird Übergangspräsident Pedro Carmona nach großen Protesten der Bevölkerung aus seinem Amt entfernt. Der gewählte Präsident Hugo Chávez wird aber weiterhin festgehalten.

### Sonntag, 14. April 2002
- Caracas/Venezuela: Staatspräsident Hugo Chávez ist wieder im Amt.
- Deutschland, Kambodscha: Der Investitionsschutzvertrag zwischen beiden Staaten tritt in Kraft.[11]
- London/Vereinigtes Königreich: Der 1971 in Marokko geborene Khalid Khannouchi stellt einen neuen Weltrekord im Marathon auf. Beim London-Marathon absolviert er die 42,195 km in 2 Stunden 5 Minuten 38 Sekunden und unterbietet seine eigene Bestmarke aus dem Jahr 1999 um vier Sekunden. Seit zwei Jahren startet er für die Vereinigten Staaten.[12]
- Moroni/Komoren: Die Präsidentschaftswahlen finden statt.
- Dili/Osttimor: Die ersten Präsidentschaftswahlen in Osttimor 2002 finden nach dem Abzug der indonesischen Streitkräfte statt. Xanana Gusmão geht aus diesen als Sieger hervor.

### Montag, 15. April 2002
- Busan/Südkorea: Eine Boeing 767 der Air China stürzt beim Landeanflug in ein Waldgebiet. 129 Menschen sterben, 37 überleben den Absturz.[13]

### Dienstag, 16. April 2002
- Den Haag/Niederlande: Wegen der umstrittenen Rolle niederländischer Blauhelm-Soldaten der Einheit Dutchbat beim Massaker von Srebrenica in Bosnien und Herzegowina 1995 tritt die niederländische Regierung unter Ministerpräsident Wim Kok geschlossen zurück. Für den kommenden Monat waren ohnehin Parlamentswahlen geplant.

### Mittwoch, 17. April 2002
- Kandahar/Afghanistan: Ein F-16-Pilot der Air National Guard der Vereinigten Staaten beschießt versehentlich verbündete kanadische Truppen, die in der Nähe der Stadt Kandahar eine Panzerabwehrübung abhalten. Vier Mitglieder der Leichten Infanterie der Kanadischen Streitkräfte werden getötet und acht weitere verletzt. Über Funk spricht der amerikanische Pilot von Selbstverteidigung.[14]
- Marzabotto/Italien: Der deutsche Bundespräsident Johannes Rau nimmt an einer Gedenkveranstaltung für die Opfer des Massaker von Marzabotto teil. Seine Gedenkrede wird später mit dem Kniefall von Willy Brandt verglichen.[15]

### Donnerstag, 18. April 2002
- Mailand/Italien: Eine Kleinmaschine des Typs Rockwell Commander 112TC stürzt in den 26. Stock des Pirelli-Hochhauses. Drei Personen werden getötet.[16]

### Samstag, 20. April 2002
- Berlin/Deutschland: Aus dem Brücke-Museum Berlin werden neun Gemälde namhafter Expressionisten gestohlen. Bei den Kunstwerken handelt es sich um sechs Bilder von Erich Heckel, ein Gemälde von Ernst Ludwig Kirchner, ein Gemälde von Max Pechstein und ein Gemälde von Emil Nolde.

### Sonntag, 21. April 2002

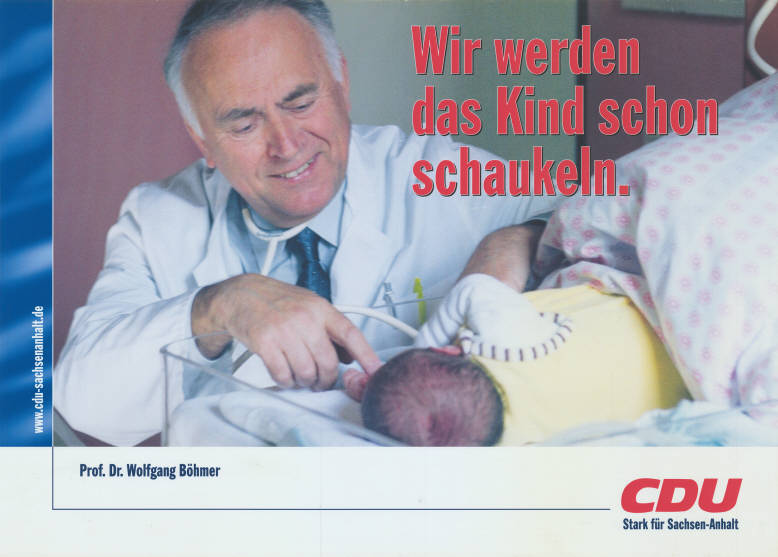
Wahlkampfplakat in Sachsen-Anhalt

- Magdeburg/Deutschland: Bei der Landtagswahl in Sachsen-Anhalt entscheidet sich prozentual ein Sechstel weniger Wähler für die regierende SPD als 1998. Mit nun 20 % Stimmenanteil liegt die Partei hinter der CDU, die 37,3 % erreicht, und der PDS, die auf 20,4 % kommt. Die DVU, die vor vier Jahren noch ins Parlament einzog, trat in diesem Jahr nicht zur Wahl an. Wolfgang Böhmer, Spitzenkandidat der CDU, befürwortet eine schwarz-gelbe Koalition.[17]
- Paris/Frankreich: Bei den französischen Präsidentschaftswahlen liegt der konservative Amtsinhaber Jacques Chirac mit 19,9 % auf Platz 1. Mit 17,4 % folgt der rechtsextreme Jean-Marie Le Pen und zieht somit ebenfalls in die zweite Runde der Präsidentschaftswahl am 5. Mai ein. Der sozialistische Premierminister Lionel Jospin belegt mit 16,3 % Platz 3 und gibt seinen Rücktritt aus der Politik bekannt. In Frankreich protestieren Zehntausende gegen Le Pen.[18]

### Donnerstag, 25. April 2002
- Baikonur/Kasachstan: Der europide Südafrikaner Mark Shuttleworth startet als so genannter „Weltraumtourist“ mit dem russischen Raumschiff Sojus TM-34 zur Internationalen Raumstation. Der Unternehmer soll nach acht Tagen zur Erde zurückkehren. Als zweiter Mensch nach dem Amerikaner Dennis Tito kommt Shuttleworth aus eigenen Mitteln dafür auf, ins All gebracht zu werden. Außerdem ist Shuttleworth der erste Mensch, der sein Leben in Afrika verbrachte und ins All fliegt, somit gelangte nun von jedem Kontinent mindestens ein Bewohner in den Weltraum.[19][20]

### Freitag, 26. April 2002
- Erfurt/Deutschland: Der 19-jährige Robert Steinhäuser erschießt an seiner ehemaligen Schule, dem Gutenberg-Gymnasium, am Tag der schriftlichen Abiturprüfungen 16 Menschen und sich selbst. Vorangegangen war Steinhäusers Verweis von der Schule im Oktober 2001, wodurch er ohne Schulabschluss – auch ohne mittlere Reife – dastand. Als „Amoklauf von Erfurt“ führt die Tat zu einer breiten Diskussion über das Waffengesetz und Gewalt in Computerspielen.[21]
- Fulda/Deutschland: Der als Radar-Mörder bekannte Busfahrer wird nach einer Revision des Bundesgerichtshofs rechtskräftig zu 15 Jahren Haft verurteilt. Er hatte am 18. Januar 2000 einen Polizisten einer Geschwindigkeitskontrolle am Kirchheimer Dreieck an der Bundesautobahn 4 erschossen.[22]

### Samstag, 27. April 2002
- Magdeburg/Deutschland: Die Herrenmannschaft des SC Magdeburg gewinnt die EHF Champions League 2002 im Handball durch ein 30:25 im Finalrückspiel gegen Fotex KC Veszprém aus Ungarn. Das Hinspiel hatte Veszprém 23:21 gewonnen.[23]

## Weblinks

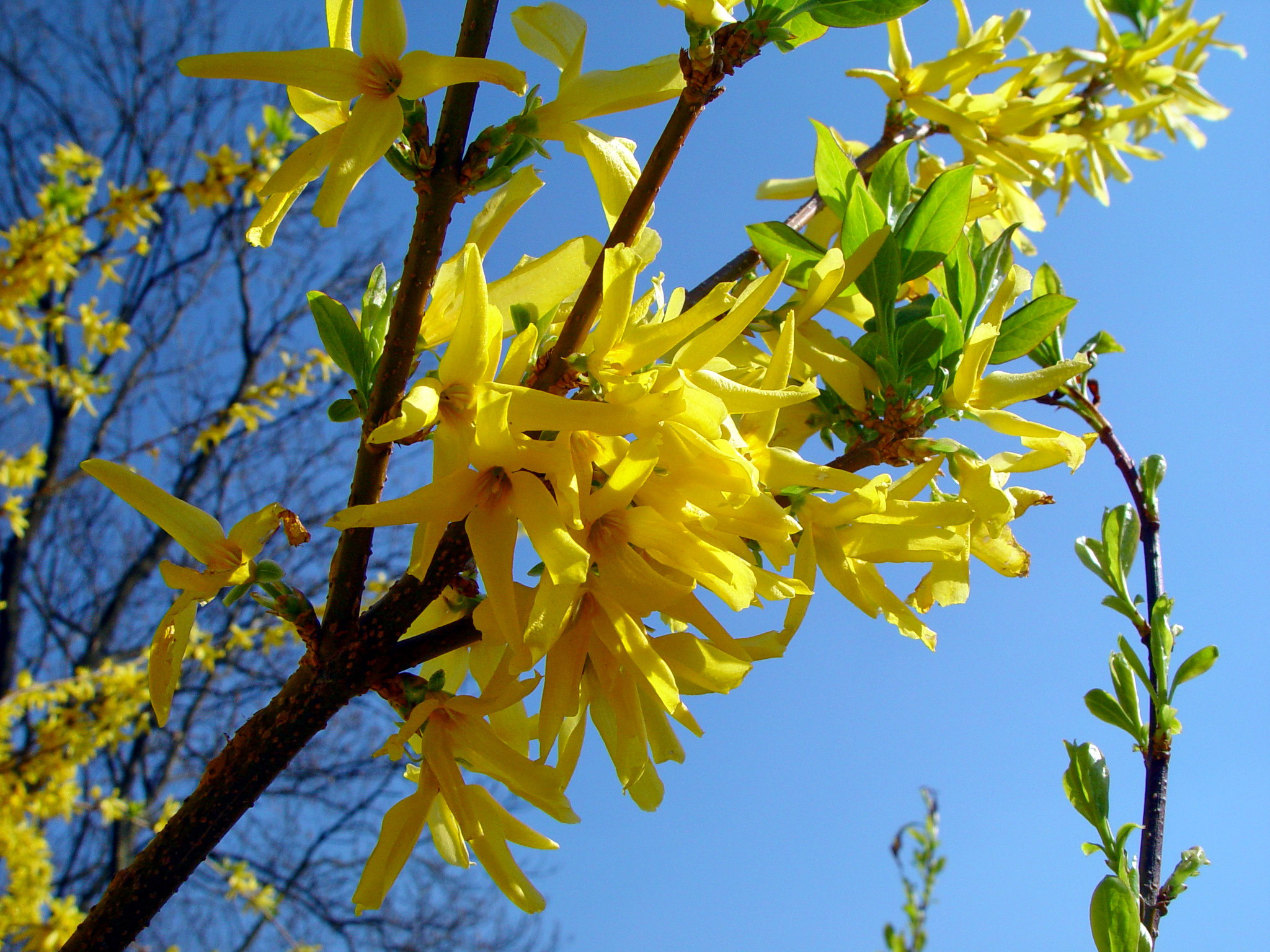
Kanton Tessin im April 2002 (Forsythia)